# Rodrigo de Coalla
Rodrigo de Coalla (S.XV-1528) Administrador astur, Contador mayor del reino y miembro del Consejo Real de Castilla.

## Biografía
Miembro de una familia de la nobleza astur, con solar en Coalla, Grado, es descendiente de Gonzalo Peláez de Coalla. Estudió Derecho, ejerciendo después una destacada labor como alto funcionario. Era miembro del círculo de confianza de Fernando el Católico. Su primer cargo fue el de alcalde de hijosdalgo de la Chancillería de Valladolid. En 1490 obtuvo el cargo de relator del Consejo Real, aunque no se pudo posesionar, dado que tuvo que acompañar a los Reyes Católicos en su periplo por Andalucía, asentándose en Sevilla como juez de términos, pesquisador, juez de bienes confiscados y teniente de asistente. En 1492 fue ascendido a oidor del Consejo Real, forjando una estrecha amistad con su contador, el también astur Alonso Quintanilla, que tenía un gran poder en la institución. Así, Quintanilla lo nombró sucesor y Coalla, además, se casaría con su hija Isabel. Fue tanto oidor como contador mayor desde 1494 hasta la llegada al trono de Felipe I, quien lo destituyó por no ser de su facción política. Pero, al regresar Fernando al trono, fue nombrado miembro del Consejo de Castilla. Carlos I lo confirmaría como Contador mayor. Su esposa Isabel de Quintanilla fue nombrada Dama de la Emperatriz y su hijo, Pedro de Coalla, fue nombrado en 1542 capellán del emperador.